# 大倉正之助
大倉 正之助（おおくら しょうのすけ、本名・同じ、1955年（昭和30年）- ）は、能楽囃子大倉流大鼓方能楽師。
能舞台での活動の他、国内外の様々なジャンルのアーティストとのライブパフォーマンス活動など幅広く活動。様々な分野との融合イベント等のプロデュースをする。

## 役職
能楽囃子大倉流大鼓　重要無形文化財総合指定保持者　公益社団法人能楽協会会員　日本遺産大使

## 来歴
15世宗家故大倉長十郎の長男として生まれ、最初は小鼓方として父より稽古を受け9歳で初舞台。1972年に大鼓方に転向。

## 参考
- オートバイデザインへの影響事例
- ワニ革をまとったバイク!?　世界でたった1台のトライアンフ特別カスタム車輌公開